# Звероподобни влечуги
Звероподобните влечуги (Pelycosauria) са група праисторически животни, едно от главните подразделения на Synapsida. Традиционно към тях се причисляват предшествениците на Therapsida, живели от късния карбон до късния перм. Групата е парафилетична и не се използва в съвременните класификации. При монофилетична дефиниция тя трябва да включи също и бозайниците.

## Класификация
Pelycosauria – Звероподобни влечуги
- Семейство Caseidae
- Семейство Edaphosauridae
- Семейство Eothyrididae
- Семейство Ophiacodontidae
- Семейство Sphenacodontidae
- Семейство Varanopidae